# Souhaila Andrawes

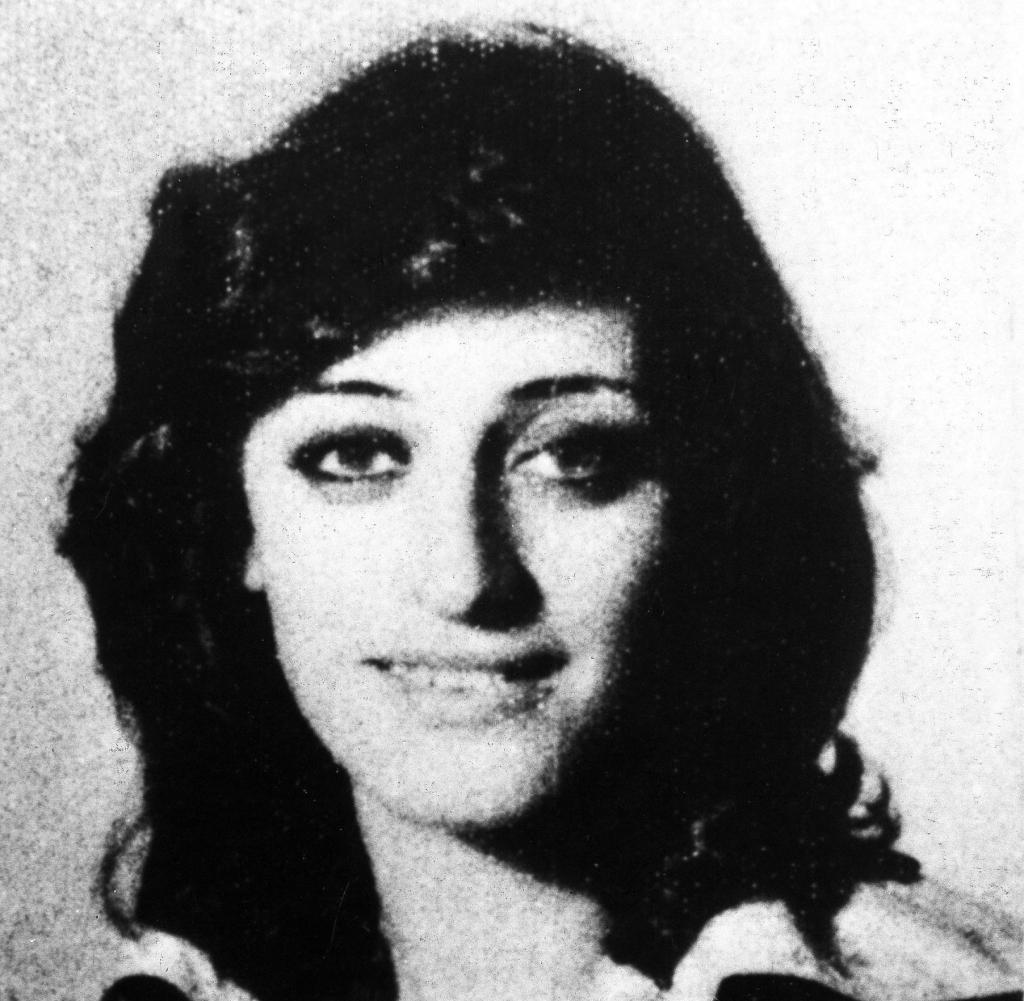
Souhaila Andrawes
Passbild ca. 1977

Souhaila Sami Andrawes as-Sayeh (arabisch سهيلة أندراوس, DMG Suhayla Andrāwis; * 28. März 1953 in Hadath, Großraum Beirut) alias Soraya Ansari (arabisch ثريا الأنصاري, DMG Ṯurayyā al-Anṣāriyy) ist ein ehemaliges Mitglied der militanten palästinensischen Volksfront zur Befreiung Palästinas (PFLP) und eine verurteilte Terroristin. Sie war an der Entführung des Flugzeugs „Landshut“ beteiligt.

## Biografie

### Herkunft und Ausbildung
Souhaila Andrawes, Tochter palästinensischer Eltern, die nach dem Ersten israelisch-arabischen Krieg ihre Heimatstadt Haifa verlassen mussten, wuchs in Beirut auf. Sie wurde im christlichen Glauben erzogen und absolvierte eine von französischen Nonnen geführte Mädchenschule. Im Jahr 1965 zog sie mit ihren Eltern nach Kuwait, wo sie kurzzeitig eine muslimische Schule besuchte, die sie jedoch auf eigenen Wunsch hin wieder verließ. Ihr eigentliches Ziel, selbst Nonne zu werden, hätte im überwiegend muslimischen Kuwait niemals verwirklicht werden können, deshalb wollte sie nach Jerusalem ziehen. Der Ausbruch des Sechstagekrieges im Jahr 1967 machte ihre Planungen zunichte. Obwohl Andrawes als Beste ihres Jahrgangs die Schule beendete, erhielt sie keinen Studienplatz, da sie weder die Staatsbürgerschaft Kuwaits noch die nötigen Beziehungen besaß. Daraufhin studierte sie im Libanon englische Sprache und Literatur.

### Terrorismus
Ihre Hinwendung zum Terrorismus erfolgte unter dem Einfluss ihrer palästinensischen Verwandten. 1969 lernte sie die Flugzeugentführerin Leila Chaled kennen, die sie ebenfalls beeindruckte. Durch finanzielles Engagement bekam Andrawes vermehrt Kontakt zur palästinensischen Widerstandsbewegung. Kurz nach Ausbruch des libanesischen Bürgerkriegs im Jahr 1975 kehrte sie nach Kuwait zurück, wo sie begann, als Journalistin zu arbeiten, um so politisch aktiv zu werden. Über einen Kollegen bekam sie Ende 1976 Kontakt zur Volksfront zur Befreiung Palästinas (PFLP). Anfang 1977 wurde sie im jemenitischen Aden in einem Lager der PFLP militärisch ausgebildet, wo sie den hochrangigen PFLP-Mann Zaki Helou sowie dessen deutsche Frau Monika Haas kennenlernte. Über einen Aufenthalt in Kuwait kam sie Anfang Oktober 1977 nach Bagdad (Irak), wo sie die drei anderen Mitglieder jener militanten Gruppe kennenlernte, mit der sie im Auftrag von Wadi Haddad nur wenige Tage später die Landshut entführte. Am 8. Oktober 1977 traf Andrawes in Palma de Mallorca ein.
Am 13. Oktober 1977 entführte Andrawes mit drei weiteren PFLP-Mitgliedern des so genannten Kommandos Märtyrerin Halima den Lufthansa-Flug LH 181. Dabei wurde der Kapitän der Landshut, Jürgen Schumann, von den Flugzeugentführern in Aden/Jemen durch Kopfschuss ermordet. Nach Befreiung der Landshut durch ein Kommando der GSG 9 während der Operation Feuerzauber in Mogadischu, der Hauptstadt Somalias, war sie die einzige Überlebende unter den Terroristen. In Fernsehaufnahmen war die damals 24-jährige Andrawes nach der Befreiung der Passagiere zu sehen, wie sie nach Schüssen in Beine und Lunge blutüberströmt auf einer Trage liegend durch die Ankunftshalle des Flughafens getragen wurde, die Hand zum Victory-Zeichen erhob und „Tötet mich, wir werden siegen!“ schrie.
Am 25. April 1978 wurde sie in Somalia zu 20 Jahren Haft verurteilt, jedoch bereits im Oktober 1978 in den Irak abgeschoben. Zur Behandlung ihrer seit der Geiselbefreiung in Mogadischu nicht ausgeheilten Schussverletzungen reiste sie 1978 und 1979 auf Vermittlung der PFLP mehrfach vom Irak in die Tschechoslowakei. Später siedelte sie nach Beirut über, um dort ihr Studium wieder aufzunehmen. Angesichts der israelischen Intervention im dortigen Bürgerkrieg schloss sie es jedoch nicht ab, sondern floh nach Damaskus, wo sie 1983 den palästinensischen Journalisten Ahmed Abu-Matar kennenlernte, den sie später heiratete. 1990 wurde das Paar, das seit 1985 eine Tochter hatte, aus Syrien ausgewiesen und erhielt nach zwischenzeitlichem Aufenthalt auf Zypern 1991 in Norwegen politisches Asyl.

### Aufenthalt in Norwegen und Haftstrafe
1994 wurde Andrawes aufgrund von Hinweisen deutscher Fahnder in Norwegen aufgespürt, am 13. Oktober – genau 17 Jahre nach dem Beginn der Landshut-Entführung – in Oslo festgenommen und am 25. November 1995 an Deutschland ausgeliefert, wo sie am 19. November 1996 in Hamburg für ihre Beteiligung an Mord, Menschenraub, Geiselnahme und Flugzeugentführung zu 12 Jahren Haft verurteilt wurde.
1997 erhielt sie die Erlaubnis, ihre Reststrafe in Norwegen zu verbüßen, und wurde dorthin verlegt. Da ihre Gesundheit infolge der Schussverletzungen, die sie bei der Erstürmung der Lufthansa-Maschine davongetragen hatte, beeinträchtigt war, wurde sie am 30. November 1999 von der norwegischen Regierung vorzeitig aus der Haft entlassen. Seitdem lebt sie mit ihrem Ehemann und ihrer Tochter wieder in Oslo.
In dem Buch Für die RAF war er das System, für mich der Vater von Anne Siemens äußert die Landshut-Geisel Gabriele von Lutzau ihr Unverständnis darüber, dass Andrawes unbehelligt in Norwegen leben könne und für ihre Tat nur insgesamt vier Jahre im Gefängnis gesessen habe. Die ehemalige Stewardess beschreibt Andrawes als besonders grausam und erbarmungslos. So habe sie nur kaltblütig gelacht, als der Anführer der Terroristen den Flugkapitän Jürgen Schumann erschoss.
Andrawes spricht über das Verbrechen in Heinrich Breloers Film Todesspiel (WDR 1997). Dieser Film ist halb Dokumentarfilm, halb Spielfilm. In den Interviews äußert sie Bedauern über ihre Teilnahme an der Tat.